# السعيدة (المالكية)
السعيدة قرية سورية تتبع ناحية المعبدة، منطقة المالكية، محافظة الحسكة شمال شرق سورية، بلغ عدد سكانها في 1550 إحصاء عام 2004م. تقع شرق مدينة رميلان 3 كم، يوجد فيها العديد من محطات وآبار النفط، يعمل أهلها بالزراعة وتربية الماشية والعمل في حقول الرميلان. فيها مسجدان وبلدية يتبع لها بعض القرى والمزارع وفيها مدرسة ابتدائية ومدرسة اعدادية.